# شترد سان
شترد سان (انگلیسی: Shattered Sun) یک گروه متال‌کور آمریکایی از آلیس، تگزاس است که در سال ۲۰۰۵ تشکیل شد.